# ポクスンド湖
ポクスンド湖（ポクスンドこ、ネパール語: फोक्सुण्डो ताल, ラテン文字転写: Phoksuṇḍo tāl、英語: Phoksundo Lake）は、ネパール・ドルパ郡の海抜3612メートルの高さに位置する淡水の貧栄養湖である。シェイ・ポクスンド国立公園の中に位置する。ポクスンド湖の水面積は4.9平方キロメートル（日本の手賀沼よりもやや大きい）で、水量は0.41立方キロメートル（日本の倶多楽湖よりもやや小さい）である。また、2004年に水文気象学部（Department of Hydrology and Meteorology）が行った調査によれば、湖の最大水深は145メートルを記録した。 
湖の周辺には高山草原と湿原があり、ユキヒョウ、ヤマジャコウジカ、オオカミなどが生息している。2007年9月、ポクスンド湖はラムサール条約の登録湿地に指定された。 

ポクスンド湖は3万年から4万年前に発生した地すべりによって形成された堰止湖であるが、湖の南端にあるリンモ村はこの地すべりの上にある。湖の下流には、落差167メートルのポクスンド滝がある。 

## 宗教的意義
湖南部には20以上の仏塔があり、湖の東側には1棟のゴンパがある。北部ドルポでは伝統的なチベット文化 が、リンモ村を含む南部ドルポでは仏教とボン教が多数派である。 

## ギャラリー

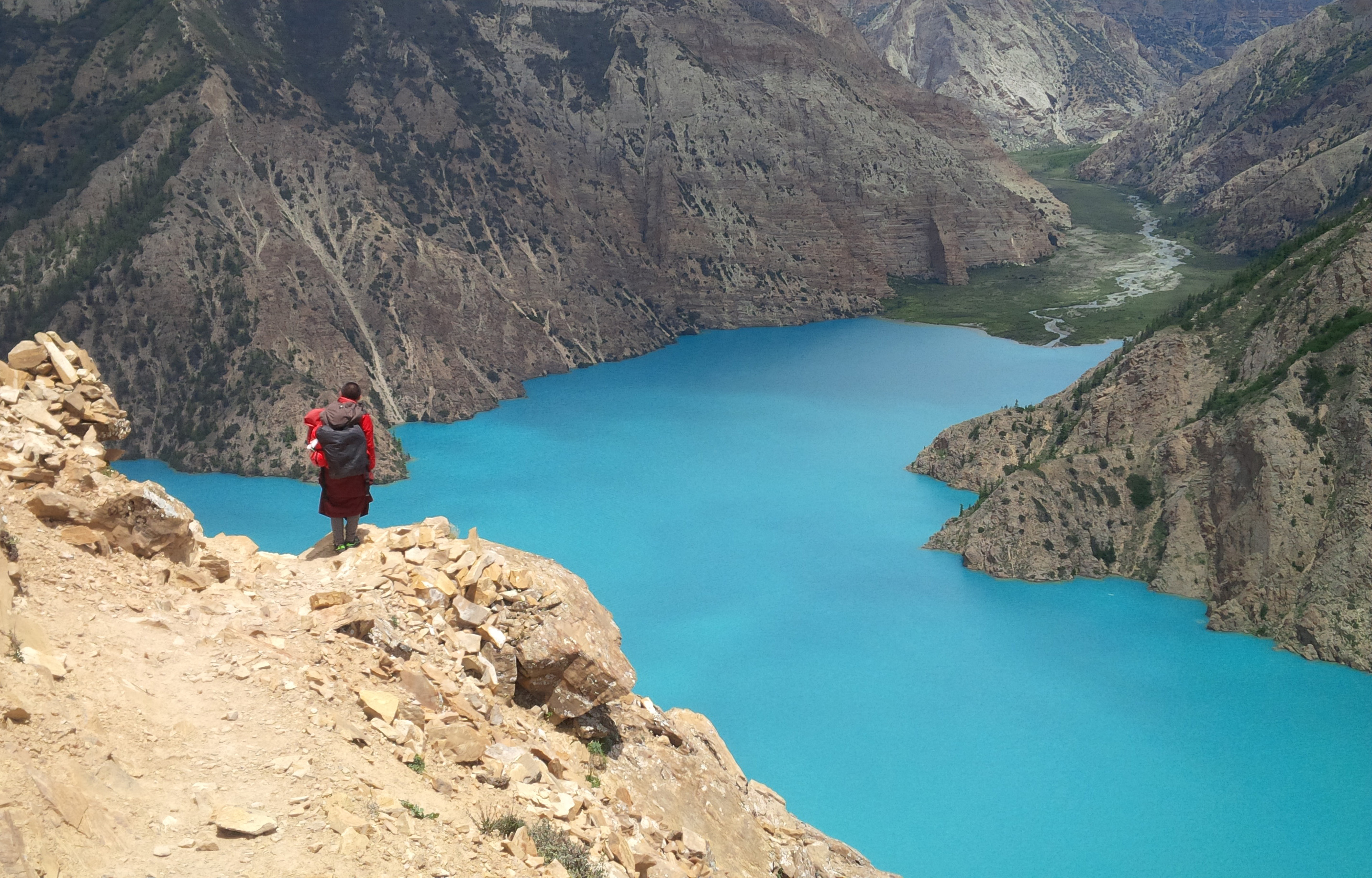
ポクスンド湖とドルパへの道
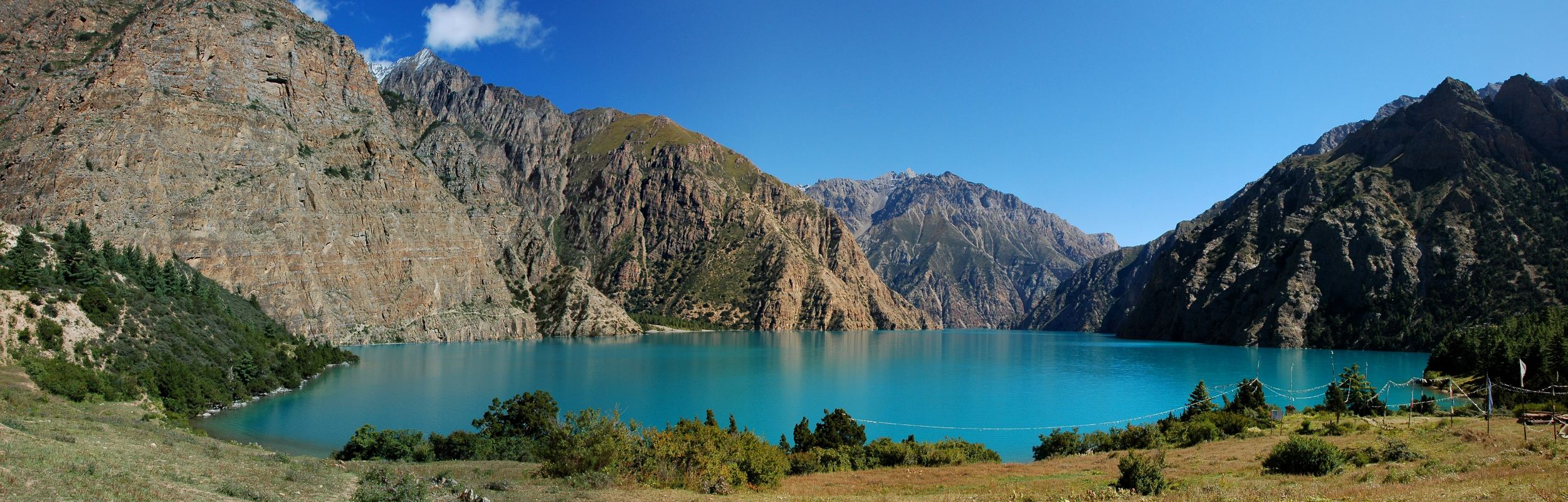
キャンプ地からポクスンド湖を見渡す
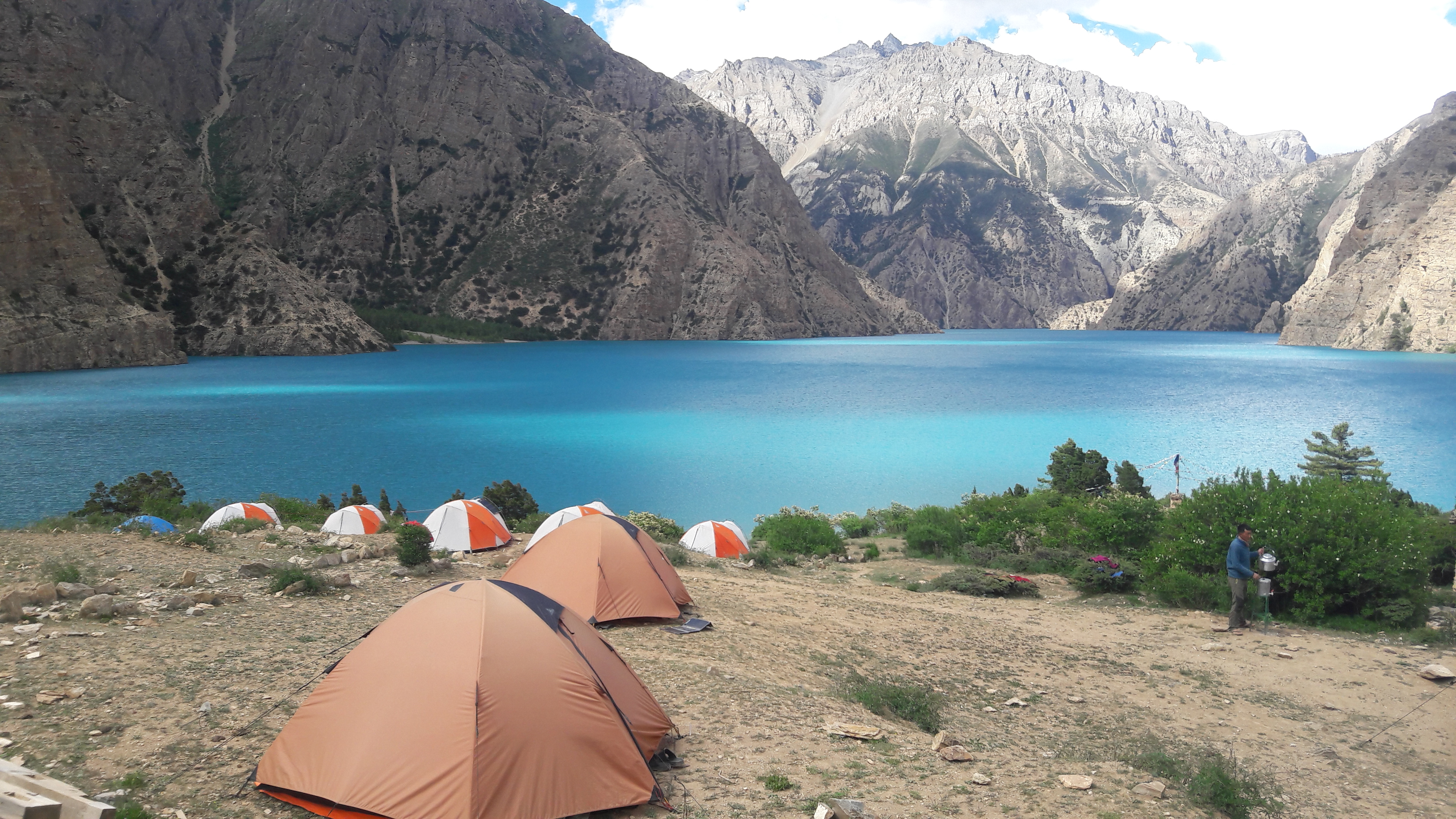
ポクスンド湖とキャンプ
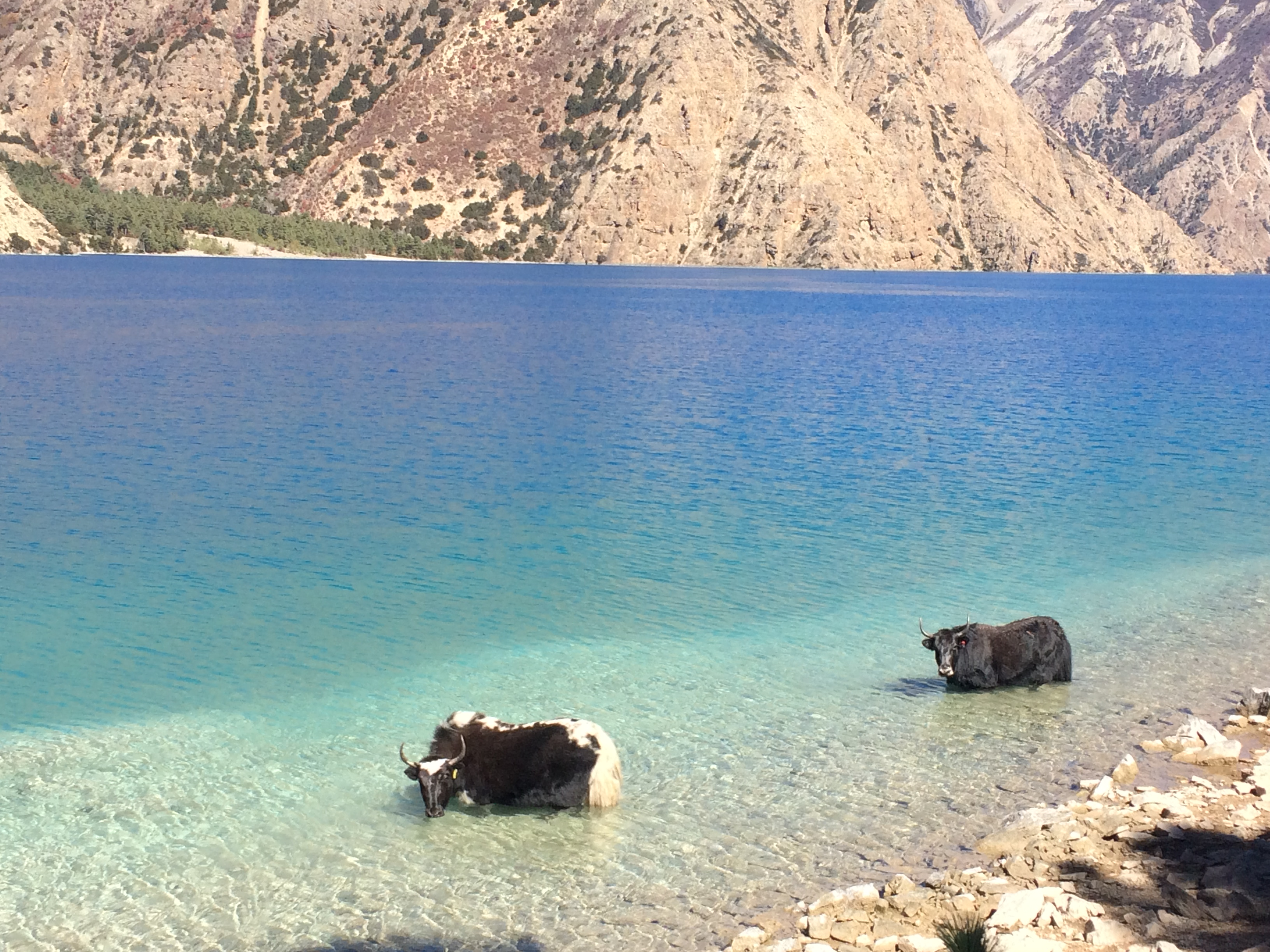
ポクスンド湖に入るヤク
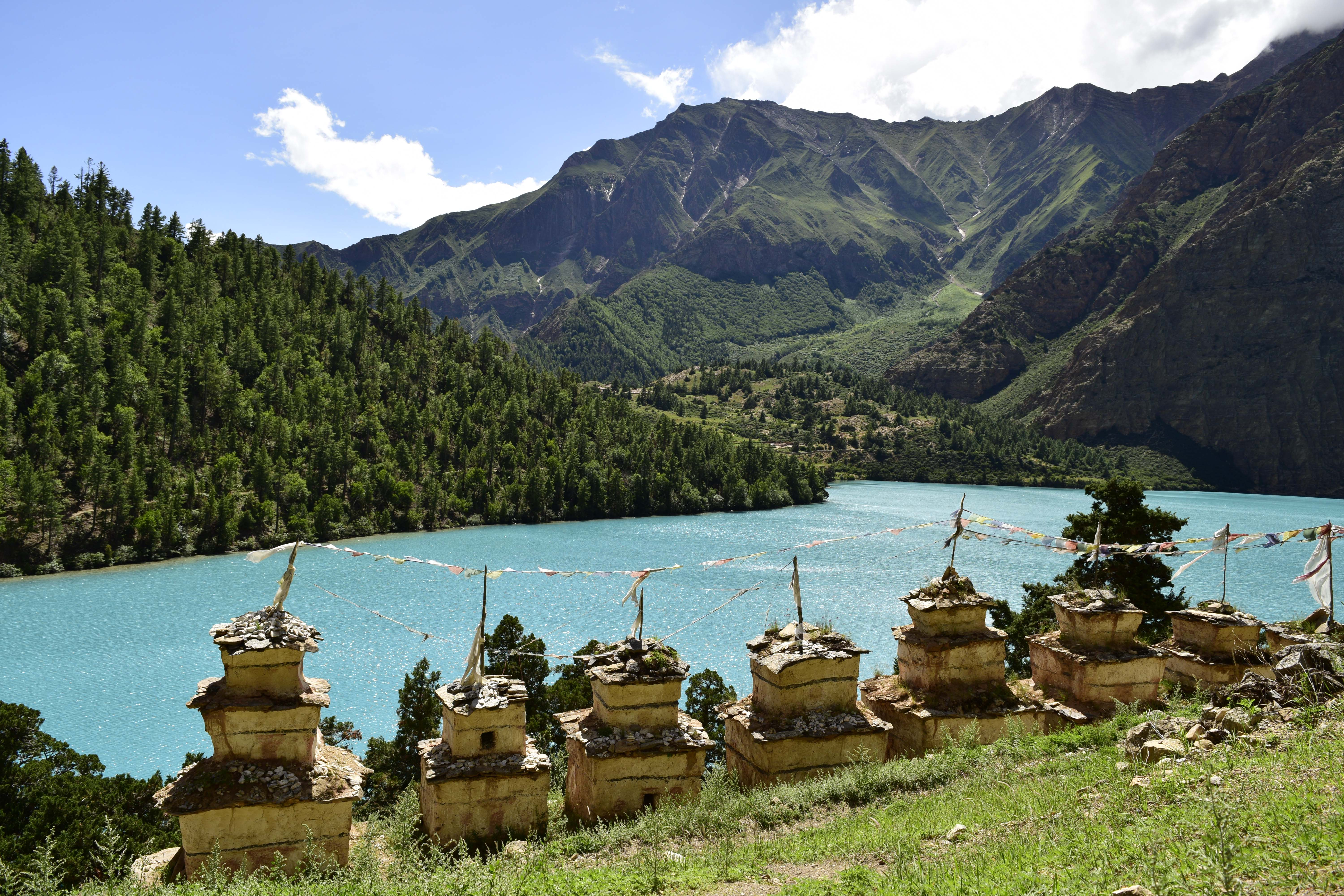
シェイ・ポクスンド国立公園
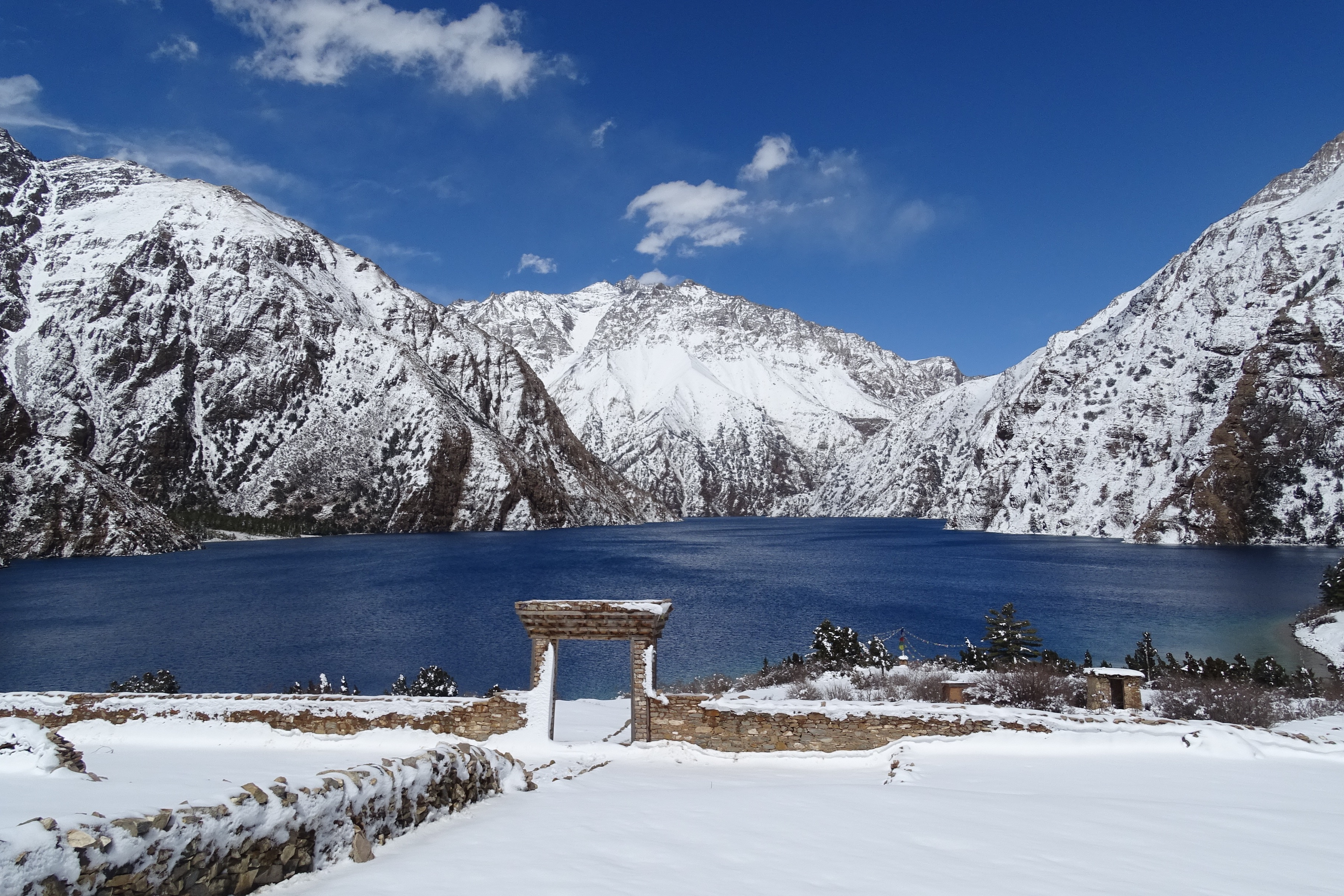
冠雪下